# (968) Petunia
Pour les articles homonymes, voir Pétunia.
(968) Petunia est un astéroïde de la ceinture principale découvert le 24 novembre 1921 par l'astronome allemand Karl Reinmuth. Sa désignation provisoire était 1921 KW.
Il est nommé d'après le genre Petunia, genre de fleurs.